# Coccophagus ghesquierei
Coccophagus ghesquierei is een vliesvleugelig insect uit de familie Aphelinidae. De wetenschappelijke naam is voor het eerst geldig gepubliceerd in 1987 door Hayat.